# Tharpyna indica
Tharpyna indica là một loài nhện trong họ Thomisidae.
Loài này thuộc chi Tharpyna. Tharpyna indica được Benoy Krishna Tikader & Biswamoy Biswas miêu tả năm 1979.